# Jean C. Harris
Jean Collins Harris (geboren am 4. Dezember 1927 in Kairo; gestorben am 5. August 1988 in Holyoke, Massachusetts) war eine amerikanische Kunsthistorikerin und Museumsdirektorin.

## Leben
Jean C. Harris kam 1927 als Tochter von Erdman und Harriette Pope Harris in Kairo zu Welt. Ihr Vater war Theologieprofessor und unterrichtete zu dieser Zeit Philosophie an der Universität Kairo. Nach der schulischen Ausbildung studierte Jean C. Harris bis 1949 Kunstgeschichte am Smith College in Northampton. Danach besuchte sie das Radcliffe College in Cambridge (Massachusetts) und beendete das Studium mit den Abschlüssen Master und Doctor of Philosophy. Seit 1957 arbeitete sie am Mount Holyoke College, wo sie 1962 eine Ausstellung mit ausschließlich zeitgenössischen Künstlerinnen präsentierte, was zu dieser Zeit sehr ungewöhnlich war. 1971 wurde sie zum Full Professor ernannt. Danach leitete sie mehrere Jahre den Kunstbereich der Universität, bevor sie von 1978 bis 1983 als Direktorin das Mount Holyoke College Art Museum leitete. Harris spezialisierte sie sich auf französische Malerei des 19. Jahrhunderts. Sie veröffentlichte hierzu zahlreiche Artikel und arbeitete an verschiedenen Ausstellungskatalogen. 1970 gab sie das Verzeichnis des grafischen Werks von Édouard Manet heraus; 1984 veröffentlichte sie das Handbuch der Sammlungen des Mount Holyoke College Art Museum. Harris starb 1988 in Holyoke. Zu ihrem Gedenken wurde mit dem Jean C. Harris Fund ein Ankaufsetat für die Sammlungen des Mount Holyoke College Art Museum begründet.

## Veröffentlichungen (Auswahl)
- Edouard Manet graphic works: a definitive catalogue raisonné, Collectors Edition, New York 1970.
- Collegiate collections. Ausstellungskatalog Mount Holyoke College, The College, South Hadley, Massachusetts 1976.
- The Mount Holyoke College Art Museum: Handbook of the collection. The Museum, South Hadley, Massachusetts 1984.
- zusammen mit Steven Kern, Bill Stern: Lasting impressions. French and American Impressionism from New England museums. Museum of Fine Arts, Springfield, Massachusetts 1988.